# Aeria Games & Entertainment
Aeria Games & Entertainment (noto anche come Aeria Games) è un editore di video-giochi online con sede a Santa Clara (California).
I suoi giochi sono  Free to play.

## Comunità
A partire da gennaio 2012 la comunità ha oltre 35 milioni di utenti registrati.
Come per tutti i Free to play, il numero di utenti registrati deve essere differenziato da:
- Utenti unici
- Utenti attivi
- Utenti paganti

## Giochi
- Twin Saga
- Echo of Soul
- Aura Kingdom
- Last Chaos
- Dream of Mirror Online
- Dynasty Warriors Online
- Shaiya Eternity Light and Darkness
- Twelve Sky 2
- WolfTeam
- Grand Fantasia
- Eden Eternal
- Battlefield Heroes
- Perfect World
- Special Force
- Repulse
- Need for Speed: World
- Realm of the Titans
- Lime Odyssey
- Runes of Magic
- GunZ: The Duel
- Special Force
- Alliance of Valiant Arms – Urban Operation
- Waren Story
- DK Online
- Golden Age
- Pirate Galaxy
- DDTank
- Ministry of War
- Lord of Ages
- Call of Gods
- Heroes of Gaia
- Lord of Ultima
- Crystal Saga
- Roll'n Rock
- Scarlet Blade
- S4 League
- Metal Assault
- Ironsight